# Окавил (Илиноис)
Окавил (енгл. Okawville) град је у америчкој савезној држави Илиноис.

## Демографија
По попису из 2010. године број становника је 1.434, што је 79 (5,8%) становника више него 2000. године.
| Група             | 2000.         | 2010.         |
| Белци             | 1.329 (98,1%) | 1.398 (97,5%) |
| Афроамериканци    | 5 (0,4%)      | 7 (0,5%)      |
| Азијати           | 2 (0,1%)      | 1 (0,1%)      |
| Хиспаноамериканци | 5 (0,4%)      | 18 (1,3%)     |
| Укупно            | 1.355         | 1.434         |